# 三田村 (長野県)
三田村（みたむら）は、長野県南安曇郡にあった村。現在の安曇野市堀金三田にあたる。
本項では発足当時の名称である科布村（しなのむら）についても述べる。

## 地理
- 山：角蔵山
- 河川：万水川

## 歴史
- 1873年（明治7年）10月25日 - 筑摩県安曇郡小倉村・田多井村・田尻村・小田多井新田村が合併して科布村となる。
- 1876年（明治9年）8月21日 - 科布村が長野県の所属となる。
- 1879年（明治12年）1月4日 - 郡区町村編制法の施行により、科布村が南安曇郡の所属となる。
- 1880年（明治13年）8月25日 - 科布村の一部（小倉）が分立して小倉村となる。
- 1889年（明治22年）4月1日 - 町村制の施行により、科布村・小倉村の区域をもって科布村が発足。
- 1893年（明治26年）5月17日
  - 科布村の一部（小倉）が分立して小倉村（現・安曇野市）が発足。
  - 科布村の残部（小田多井・田多井・田尻）が改称して三田村となる。
- 1955年（昭和30年）4月1日 - 烏川村と合併して堀金村が発足。同日三田村廃止。